# Штеглиц
Ште́глиц (нем. Steglitz) — район в шестом (после реформы 2001 года) административном округе Берлина Штеглиц-Целендорф. Район расположен на юго-западе Берлина и граничит на юге с районами Ланквиц, Лихтерфельде и Далем, на севере — Фриденау, Шёнеберг и Темпельхоф.
До реформы 2001 года имелся самостоятельный округ Штеглиц, который затем был объединён с округом Целендорф. Центр округа образует улица Шлоссштрассе (нем. Schloßstraße). Первое упоминание деревни Штеглиц восходит к 1242 году.